# Planšarsko jezero
Planšarsko jezero je umetno jezero na potoku Jezernica na Zgornjem Jezerskem.